# 1986 PJ1
1986 PJ1 är en asteroid i huvudbältet som upptäcktes den 1 augusti 1986 av den amerikanska astronomen Eleanor F. Helin vid Palomarobservatoriet.
Asteroiden har en diameter på ungefär 3 kilometer.